# Mästocka ljunghed
Mästocka ljunghed este o arie protejată (arie specială de conservare — SAC, sit de importanță comunitară — SCI) din Suedia întinsă pe o suprafață de 71,5 ha, integral pe uscat.

## Localizare
Centrul sitului Mästocka ljunghed este situat la coordonatele 56°36′44″N 13°14′25″E / 56.6121°N 13.2403°E.

## Înființare
Situl Mästocka ljunghed a fost declarat sit de importanță comunitară în decembrie 1995 pentru a proteja un număr necunoscut de specii din flora spontană și fauna sălbatică aflate în arealul zonei. Situl a fost protejat și ca arie specială de conservare în martie 2011.

## Biodiversitate
Situată în ecoregiunea boreală, aria protejată conține 4 habitate naturale: Mlaștini turboase de tranziție și turbării mișcătoare, Formațiuni ierboase bogate în specii de Nardus, dezvoltate pe substraturi silicioase în zone montane (și în zone submontane, în Europa continentală), Pajiști umede nord-atlantice cu Erica tetralix, Pajiști uscate europene.
La baza desemnării sitului se află un număr nedeclarat de specii protejate.